# Telecentr (stanice monorailu v Moskvě)
Telecentr (rusky Телецентр) je stanice na moskevském monorailu. Je nazvána podle televizního centra Ostankino, v jehož těsné blízkosti se nachází. Je přibližně 5 - 7 minut pěší chůze vzdálena od železniční zastávky Ostankino, která je obsluhována vlaky na lince MCD-3.

## Charakter stanice
Stanice Telecentr se nachází ve čtvrti Ostankinskij rajon (Останкинский район) v Severovýchodním administrativním okruhu severně od ulice Akademika Koroljova mezi hlavním vchodem do televizního centra Ostankino a Ostankinským rybníkem. V blízkosti stanice se nachází i televizní věž Ostankino.
Stanice má jeden vestibul na západní straně nástupiště, který je spojen s nástupištěm dvěma eskalátory. Na západní straně stanice jsou samostatné vstupy do bezbariérového výtahu a požárního schodiště. Nástupiště je chráněno před srážkami lehkou střechou, která je podepřena šesti páry sloupů podél osy stanice.